# 辇道增一
天琴座16（16 Lyr）是天琴座中視星等第5亮的恆星，約距離地球128光年。它是一顆光譜型為A7V的白色恆星，表示其表面溫度有7,500到11,000K。它是一顆矮星，就像我們的太陽，只不過溫度和亮度更爲高。